# Колодниця (ліва притока Дністра)
Коло́дниця — річка в Україні, в межах Миколаївського району Львівської області. Ліва притока Дністра (басейн Чорного моря). 

## Опис
Довжина 18 км, площа басейну 65 км². Долина в багатьох місцях заболочена, річище слабозвивисте. Живлення здебільшого дощове і снігове. Використовують для технічного водопостачання та наповнення ставків.

## Розташування
Бере початок між пагорбами Львівського Опілля, на північ від села Стільсько. Тече на південь через села: Стільсько, Дуброва, Березина, а також череж смт Розділ. Впадає до Дністра на південний схід від села Березина.

## Цікаві факти
- За часів існування Стільського городища (див. Стільсько) річка була судноплавна. По ній на човнах можна було дістатися від давньої столиці Білих Хорватів до річки Дністра. Для цього неподалік від впадіння Колодниці до Дністра спорудили греблю, завдяки якій рівень води у річці був достатньо високим для плавання навіть великих човнів.